# Firart
Firart és una associació cultural sense ànim de lucre de què té com a màxim objectiu la promoció de l'art i la cultura. Va ser creada a Sant Cugat del Vallès el 1994.
Un dels fundadors va ser Adolf Priante. La primera presidenta va ser Begoña Valcárcel. L'artista Imma Pueyo n'era presidenta del 2001 al 2012. Entre altres activitats, organitza la Mostra d'Art anual al voltant del Monestir de Sant Cugat, oberta a tots els artistes de Catalunya, les mostres mensuals dels seus socis al carrer Santiago Rusiñol (on s'exposa pintura, dibuix i gravat), un taller de dibuix de model gratuït pels socis, cursos de pintura o dibuix, trobades, visites a exposicions, etc.